# Chłodnia
Chłodnia – zajmuje się przechowywaniem, schładzaniem lub zamrażaniem nietrwałych surowców i produktów w celu zachowania jakości przez dłuższy czas.

## Historia
Zanim powstały i upowszechniły się elektryczne chłodziarki (pierwszą chłodziarkę mechaniczną skonstruowano w 1862 r.) produkty na dworach i folwarkach przechowywane były w chłodniach lodowych, gdzie wraz z żywnością przechowywano bloki śniegu lub lodu pozyskanego w okresie zimowym (w krajach strefy umiarkowanej, w których zimą występują temperatury ujemne) albo przywiezionego z wysokich gór (np. z Alp do Rzymu). Od połowy XIX wieku w lodowniach zamiast lodu naturalnego zaczęto stosować lód sztuczny lub tzw. suchy lód, czyli wytwarzany sztucznie zestalony dwutlenek węgla.

## Budowa
Współczesna chłodnia składa się z maszynowni z agregatem lub agregatami chłodniczymi (napędzanymi silnikami elektrycznymi lub spalinowymi) i izolowanej komory chłodniczej. W przeszłości powszechnie stosowano jako materiał izolacyjny warstwę kory z dębu korkowego, jak również drewno w formie sklejki, obecnie często używane są różnorodne materiały z tworzyw sztucznych (styropian, poliuretan spieniony), a także mineralne materiały izolacyjne (np. wełna szklana).

## Temperatura
W zależności od przeznaczenia chłodni, utrzymywana w jej wnętrzu temperatura może wynosić nieznacznie powyżej zera stopni Celsjusza (zazwyczaj od 0 do 4 °C, do przechowywania niezamrożonych warzyw i owoców i innych produktów spożywczych), albo znacznie poniżej zera (np. około –25 °C, do długotrwałego przechowywania zamrożonej żywności), dla której często stosuje się określenie „mroźnia”.
Namiastką chłodni, stosowaną w niektórych gospodarstwach domowych może być też czasem zwykła piwnica, a w rejonach świata, gdzie występuje wieczna zmarzlina (Alaska, Syberia) stacjonarne chłodnie ani lodownie nie są na ogół potrzebne, najczęściej wystarczają podziemne magazyny, których ściany w naturalny sposób utrzymują niską temperaturę i chłodzą powietrze wewnątrz

## Typy chłodni
- chłodnia domowa – chłodziarka (lodówka)
- chłodnia dystrybucyjna – jest to chłodnia średnich rozmiarów zlokalizowana np. w sklepie.
- chłodnia przyzakładowa – jest częścią zakładu produkcyjnego. Jej zadaniem jest przechowywanie surowców do produkcji, jak i gotowych produktów
- chłodnia składowa – są to chłodnie dużych rozmiarów zlokalizowane w dużych miastach i ośrodkach przemysłowych. Ich zadaniem jest zapewnienie ciągłości zaopatrywania ludności w produkty spożywcze.
- chłodnia ogrodnicza – specjalna izolowana komora składowa służąca do przechowywania świeżych owoców, warzyw lub mrożonek. Owoce przechowuje się często w atmosferze kontrolowanej o temperaturze 0 °C do +2 °C przy wilgotności 80–90%. Mrożonki warzyw i owoców przechowuje się w temperaturze –18 °C
- chłodnia prosektorium, kostnica – specjalna chłodnia stosowana w celu schłodzenia zwłok ludzkich.

Pomieszczenie chłodni może mieć także postać komory przewoźnej, np. na podwoziu samochodu ciężarowego albo kolejowym lub kontenera–chłodni, specjalnie skonstruowanej ładowni na statku wodnym (np. statku rybackim albo specjalnie skonstruowanym statku–chłodniowcu). Wymogi chłodni przewoźnych ustalone są szczegółowo w konwencji ATP.

## Galeria

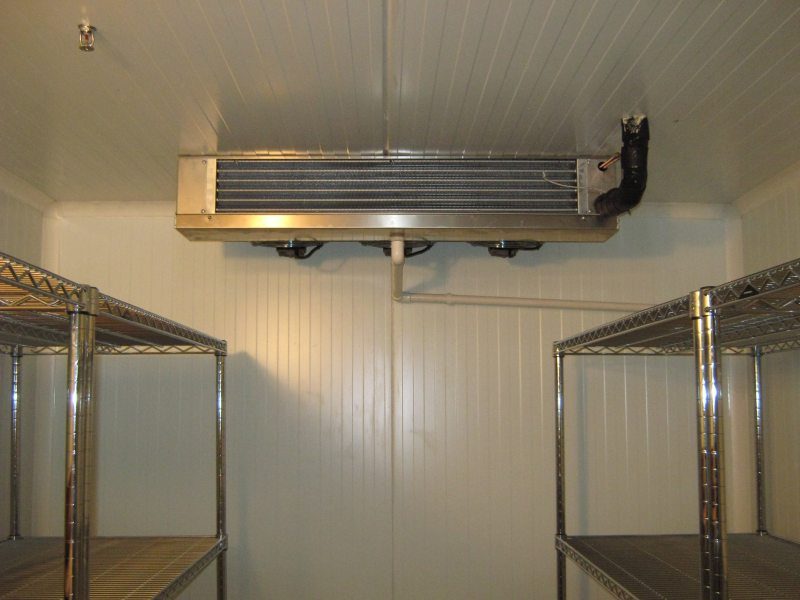
Wnętrze komory chłodniczej, ściany z płyt warstwowych
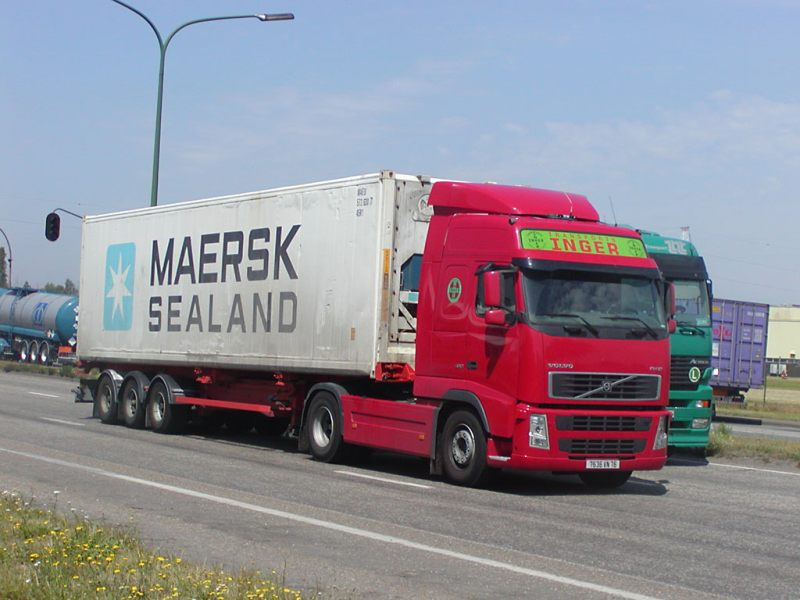
Kontener–chłodnia Maersk na ciągniku siodłowym
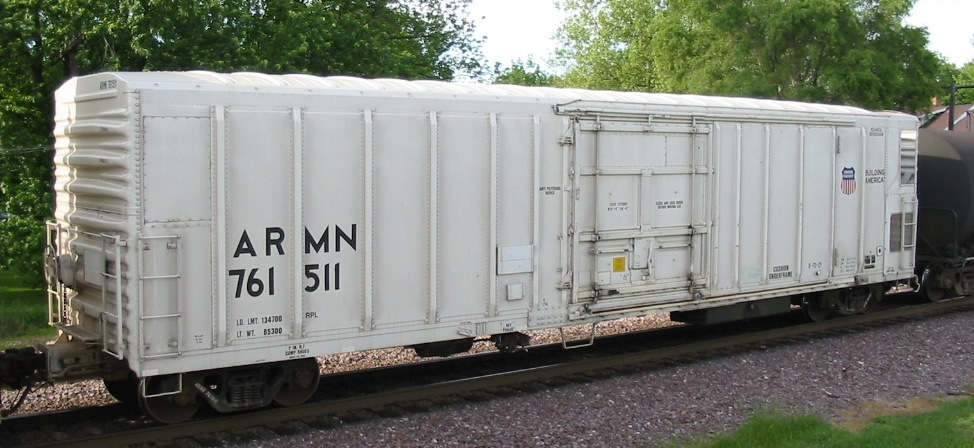
Kolejowy wagon–chłodnia
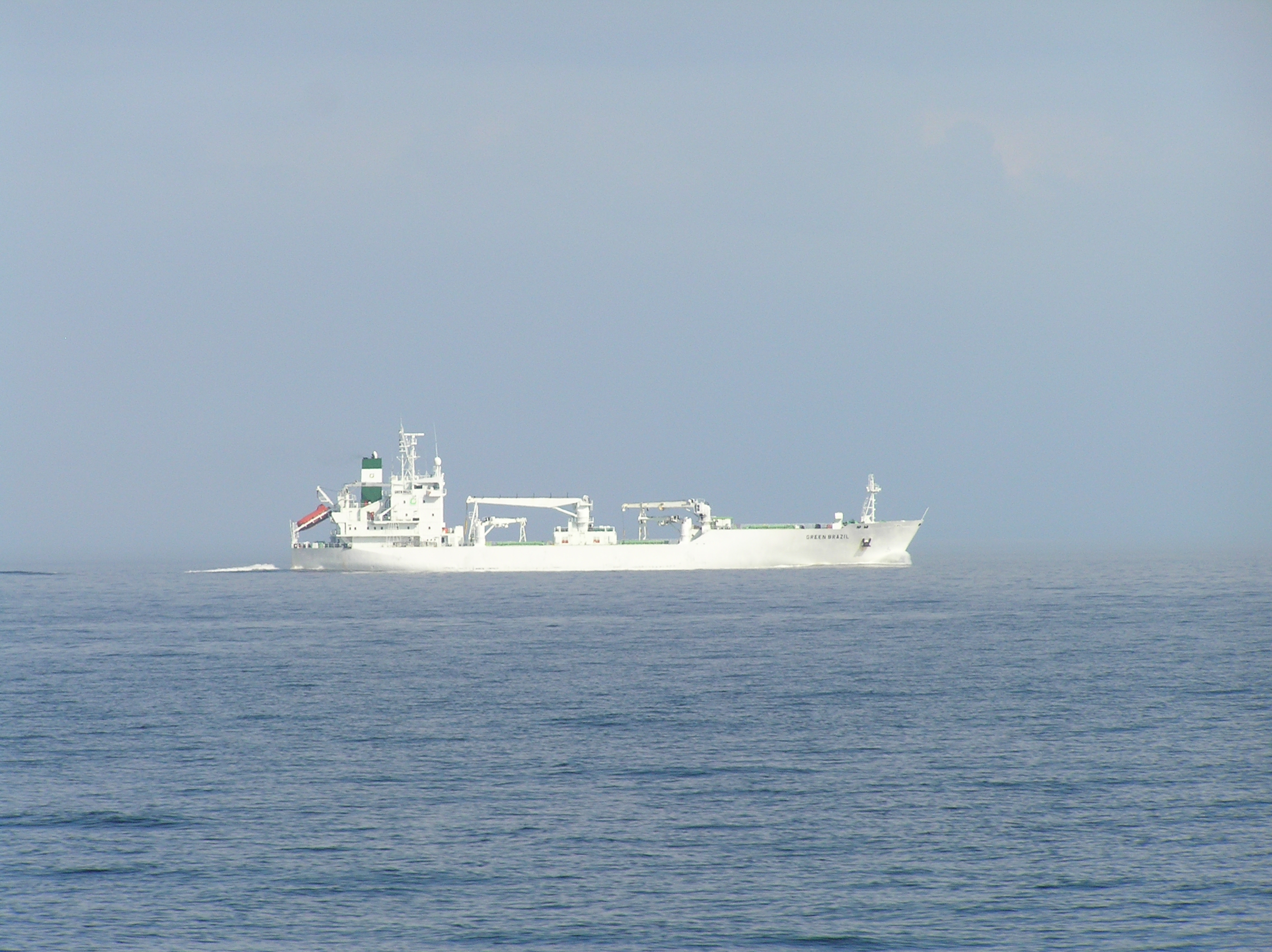
Chłodniowiec MS Green Brazil na Zatoce Gdańskiej